# Hetang (socken)
Hetang (kinesiska: 荷塘, 荷塘乡) är en socken i Kina. Den ligger i provinsen Hunan, i den södra delen av landet, omkring 33 kilometer söder om provinshuvudstaden Changsha. Antalet invånare är 19911. Befolkningen består av 10 014 kvinnor och 9 897 män. Barn under 15 år utgör 14,0 %, vuxna 15-64 år 76 %, och äldre över 65 år 8,0 %.
Genomsnittlig årsnederbörd är 1 875 millimeter. Den regnigaste månaden är maj, med i genomsnitt 330 mm nederbörd, och den torraste är oktober, med 39 mm nederbörd.